# 上林敬次郎
上林 敬次郎（かんばやし けいじろう、1867年10月（慶応3年9月） - 没年不詳）は戦前の日本の大蔵・朝鮮総督府官僚。李王職次官、咸鏡北道知事、忠清南道長官。

## 略歴
京都府に生まれる。上林松寿の二男として生まれ、上林繁の養子となる。1886年（明治19年）に東京法学校（現：法政大学）を卒業し、同校が発行する雑誌の編集人などを務める。1894年（明治27年）、第1回文官高等試験に首席で合格し、法制局に配属され、のち大蔵省に移り大蔵省試補となる。以後、司税官、秋田税務管理局長、松江税務管理局長、松江税務監督局長、金沢税務監督局長、醸造試験所事務官、大蔵省臨時建築部事務官などを歴任した。
1910年（明治43年）に朝鮮総督府専売局長、1916年（大正5年）に忠清南道長官、1918年（大正7年）に咸鏡北道知事を経て、1921年（大正10年）に李王職次官に就任する。1923年（大正12年）、高永根による李太王の建碑問題により引責辞任する。

## 栄典
- 1907年（明治40年）5月10日 - 従五位[3]

## 著書
- 『大日本帝国憲法精義』共著（時習社、1889）
- 『大日本帝国憲法附属法精義』共著（時習社、1889）
- 『日本郡制註解』（螢雪館、1890）
- 『日本商法通解』共著（時習社、1890）
- 『営業税法要義』（明法堂、1896）